# オスカル・スタルク

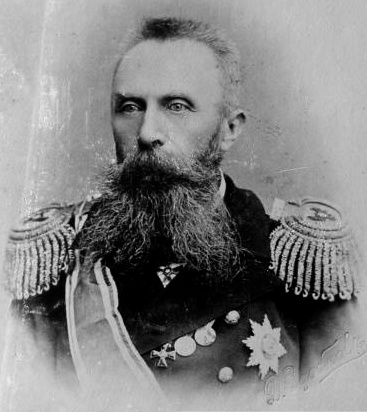

オスカル・ヴィークトロヴィチ・スタルク（ロシア語:О́скар Ви́кторович Старк、1846年8月16日 - 1928年11月13日）は、帝政ロシアの軍人、海軍大将。日露戦争開戦当時の太平洋艦隊司令官。第一次旅順口攻撃で不覚を取ったためステパン・マカロフと交代させられた。

## 略歴
- 1864年 - 海軍幼年団卒業。
- 1874年 - 1877年 - スクーナー「ヴォストーク」艦長
- 1878年 - 1886年 - 砲艦「ゴルノスターイ」艦長
- 1886年 - 1889年 - 砲艦「シヴーチ」艦長
- 1891年 - 1892年 - 巡洋艦「ウラジーミル・モノマフ」艦長
- 1893年 - 1896年 - 海防戦艦「ペールヴェネツ」艦長
- 1898年4月 - 1902年10月 - 太平洋戦隊下級司令。1898年5月から旅順港司令を兼任
- 1902年10月 - 太平洋戦隊長
- 1902年12月 - 中将に昇進
- 1904年2月7日 - エヴゲーニイ・アレクセーエフの命令により、太平洋艦隊司令官に任命。
- 1904年2月24日 - 太平洋艦隊司令官職をステパン・マカロフと交代
- 1904年3月29日－二等聖ウラジーミル勲章を受章。
- 1905年4月17日 - バルト海先任司令に任命
- 1908年1月 - オブホフ製鋼所・イジョルスク工場理事長
- 1908年10月 - 海軍大将の階級で退役
- 1928年11月 - ロシア革命を避けた移民先のフィンランド・ヘルシンキで死去